# Sten Sjögren
Sten Hugo Sjögren, född 28 april 1957, är en svensk tidigare handbollsspelare (högersexa) och senare handbollstränare. Från 1978 till 1991 spelade han 200 landskamper och gjorde 506 mål i svenska landslaget. Säsongen 1982/1983 utsågs han till Årets handbollsspelare i Sverige.

## Klubbkarriär
Sten Sjögren spelade hela sin elitkarriär i Lugi HF, 1975–1994. Han var med och tog klubbens första och hittills enda SM-guld 1980. Han var den som spelat flest klubbmatcher i Lugi tills Anders Hallberg slog rekordet 2019. Sjögren är den som gjort flest mål i klubben, exakt 1 790 mål i de vinröda färgerna. Hans rekord för gjorda mål i högsta serien (allsvenskan/elitserien), 1 534 stycken, slogs av Erik Hajas och senare av Zoran Roganović. 1994 slutade Sjögren som spelare i Lugi och började som spelande tränare i Skurups Handboll. Han fortsatte sedan i flera klubbar som tränare. 2006 slutade han med handboll helt och har sedan dess arbetat med jaktresor.

## Landslagskarriär
Sten Sjögren hade en lång landslagskarriär och spelade 200 landskamper 1978–1991 och gjorde 510 mål i svenska landslaget. Han deltog vid två olympiska spel, 1984 i Los Angeles och 1988 i Seoul. Båda gångerna kom Sverige på femte plats. Han är Stor grabb och blev också världsmästare med "Bengan Boys" vid VM 1990 i Prag. Han utsågs till Årets handbollsspelare i Sverige 1982-1983.

## Meriter
- SM-guld 1980 med Lugi HF
- VM-guld 1990 med Sveriges landslag
- Årets handbollsspelare i Sverige 1982/1983